# Saison 4 de The Handmaid's Tale : La Servante écarlate
 (octobre 2022).
Si vous disposez d'ouvrages ou d'articles de référence ou si vous connaissez des sites web de qualité traitant du thème abordé ici, merci de compléter l'article en donnant les références utiles à sa vérifiabilité et en les liant à la section « Notes et références ».
Chronologie
Saison 3 Saison 5
Cet article présente le guide des épisodes de la quatrième saison de la série télévisée américaine The Handmaid's Tale : La Servante écarlate.

## Distribution

### Acteurs principaux
- Elisabeth Moss (VF : Anne O'Dolan) : Defred / Dejoseph / June Osborne
- Yvonne Strahovski (VF : Marie Diot) : Serena Joy Waterford
- Joseph Fiennes (VF : Sylvain Agaësse) : le commandant Fred Waterford
- Alexis Bledel (VF : Noémie Orphelin) : Dejoseph / Emily
- Madeline Brewer (VF : Sandra Valentin) : Dehoward / Janine
- Samira Wiley (VF : Laura Zichy) : Moira
- Ann Dowd (VF : Anne Plumet) : Tante Lydia
- O. T. Fagbenle (VF : Namakan Koné) : Luke Bankole
- Max Minghella (VF : Benjamin Gasquet) : Nick Blaine
- Amanda Brugel (VF : Valérie Decobert) : Rita
- Bradley Whitford (VF : Nicolas Marié) : Commandant Joseph Lawrence
- Sam Jaeger (VF : Alexis Victor) : Mark Tuello

### Acteurs récurrents
- Nina Kiri (en) (VF : Flora Kaprielian) : Alma
- Bahia Watson (en) : Brianna
- Mckenna Grace : Esther Keyes
- Zawe Ashton : Oona
- Reed Birney : le loyaliste de Guiléad

### Invités
- Stephen Kunken : Commandant Warren Putnam
- Ever Carradine (VF : Marie Chevalot) : Naomi Putnam
- Jordana Blake (VF : Clara Soares) : Hannah Osborne
- Kristen Gutoskie : Beth (Martha)
- Sugenja Sri : Sienna (Martha)

## Épisodes

### Épisode 1:Les Cochons
- États-Unis : 27 avril 2021 sur Hulu
- France : 28 avril 2021 sur OCS

### Épisode 2:Morelle Noire
- États-Unis : 27 avril 2021 sur Hulu
- France : 28 avril 2021 sur OCS

### Épisode 3:Le Passage
- États-Unis : 27 avril 2021 sur Hulu
- France : 28 avril 2021 sur OCS

### Épisode 4:Lait
- États-Unis : 5 mai 2021 sur Hulu
- France : 6 mai 2021 sur OCS

### Épisode 5:Chicago
- États-Unis : 12 mai 2021 sur Hulu
- France : 13 mai 2021 sur OCS

### Épisode 6:Vœux
- États-Unis : 19 mai 2021 sur Hulu
- France : 20 mai 2021 sur OCS

### Épisode 7:Domicile/Maison
- États-Unis : 26 mai 2021 sur Hulu
- France : 27 mai 2021 sur OCS

### Épisode 8:Témoignage
- États-Unis : 2 juin 2021 sur Hulu
- France : 3 juin 2021 sur OCS

### Épisode 9:Progrès
- États-Unis : 9 juin 2021 sur Hulu
- France : 10 juin 2021 sur OCS

### Épisode 10:La Nature Sauvage
- États-Unis : 16 juin 2021 sur Hulu
- France : 17 juin 2021 sur OCS